# Tour de l'horloge de Saint-Martin-de-Brômes
Pour les articles homonymes, voir Tour de l'Horloge.
La Tour de l'horloge de Saint-Martin-de-Brômes est un donjon situé sur le territoire de la commune de Saint-Martin-de-Brômes dans le département français des Alpes-de-Haute-Provence en région Provence-Alpes-Côte d'Azur.

## Historique
La « tour de l'Horloge » est également appelée « tour des Templiers » mais elle n’a rien à voir avec l'ordre du Temple : il s'agit d'une tour de guet édifiée par les Castellane qui furent les seigneurs de Saint-Martin-de-Brômes de 1227 à 1673.
La tour fut construite au XIIIe siècle. En 1343, Boniface de Castellane, par un échange avec la terre d'Auriol, récupère officiellement le domaine de Saint-Martin. Un acte d'échange définit précisément les limites du domaine. C'et sans doute à cette occasion et pour affirmer son autorité qu'il fit construire cette tour. 
Elle a servi de grenier pour stocker l'impôt seigneurial. 
Elle est reconnue comme le plus ouvrage d'architecture militaire des Alpes de Haute-Provence. 
Elle a ensuite servi de pigeonnier,.  
La tour a été acquise par la municipalité en 1867, auprès d'un particulier, avec pour projet d'y installer l'horloge communale. La même année, la mairie y installe l'horloge et le gracieux campanile. 
Dès 1905, le conseil municipal sollicite l'Etat pour son classement, en raison principalement de son mauvais état. L'objectif était d'obtenir des aides de l'Etat. 
En 1930, un orage provoque de gros dégâts. La cloche est fêlée et un plancher détruit. Cela motivera le conseil municipal pour y installer un premier paratonnerre. 
Depuis 1972, elle abrite un des plus petits musées de France. Y est exposée une tombe romaine du IVe siècle avec cercueil de plomb et squelette, trouvée en 1972. On y trouve également une borne milliaire datant de l'empereur Carus. Elle a été découverte en 1890 par un villageois.
Elle fait l'objet d'un classement au titre des monuments historiques depuis le 11 janvier 1921.

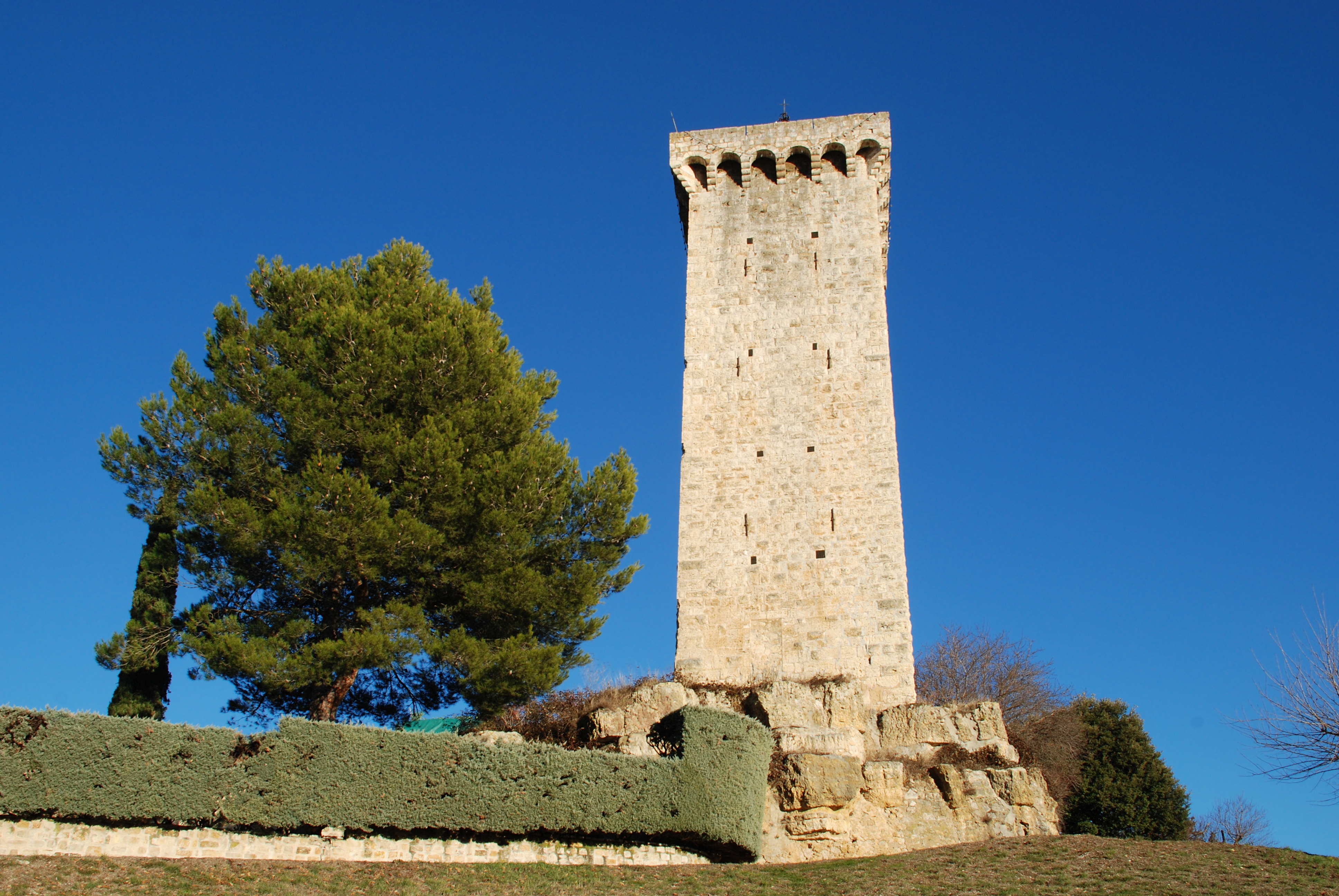
La tour sur son éperon rocheux.

## Architecture
D'une hauteur de 24,5 mètres, la tour, bâtie sur un éperon rocheux à la limite nord du village, est surmontée de machicoulis supportant un parapet percé de deux fines meurtrières sur chaque face. 
Elle est édifiée en pierres de taille à bossage (pierres de taille avec partie centrale saillante et joints accentués). Sa maçonnerie présente à intervalles réguliers des trous de boulin (trous destinés à ancrer les échafaudages) et des ancres de façade.
Une des faces de la tour arbore une horloge et est percée de deux baies aveugles.